# Râul Tașlâc
Râul Tașlâc (în rusă Ташлык, în ucraineană Ташлик) este un râu din bazinul Dunării care străbate partea de sud-vest a Regiunii Odesa din Ucraina, afluent de stânga al râului Aliaga.

## Date geografice
Râul Tașlâc izvorăște din apropierea satului Denevitz (Raionul Arciz), curge pe direcția sud și se varsă în râul Aliaga, în dreptul localității Selioglu. 
În sezonul de vară, debitul său scade foarte mult. Apele sale sunt folosite pentru irigații. Pe Aliaga și afluenții săi au fost construite mai multe baraje și rezervoare de mici dimensiuni.
Principalele localități traversate de râul Tașlâc sunt satele Denevitz, Tașlâc și Selioglu.  